# Mgławica Irys
Mgławica Irys (również NGC 7023) – mgławica refleksyjna znajdująca się w konstelacji Cefeusza. Została odkryta 18 października 1794 roku przez Williama Herschela. Mgławica ta jest położona około 1400 lat świetlnych od Ziemi.

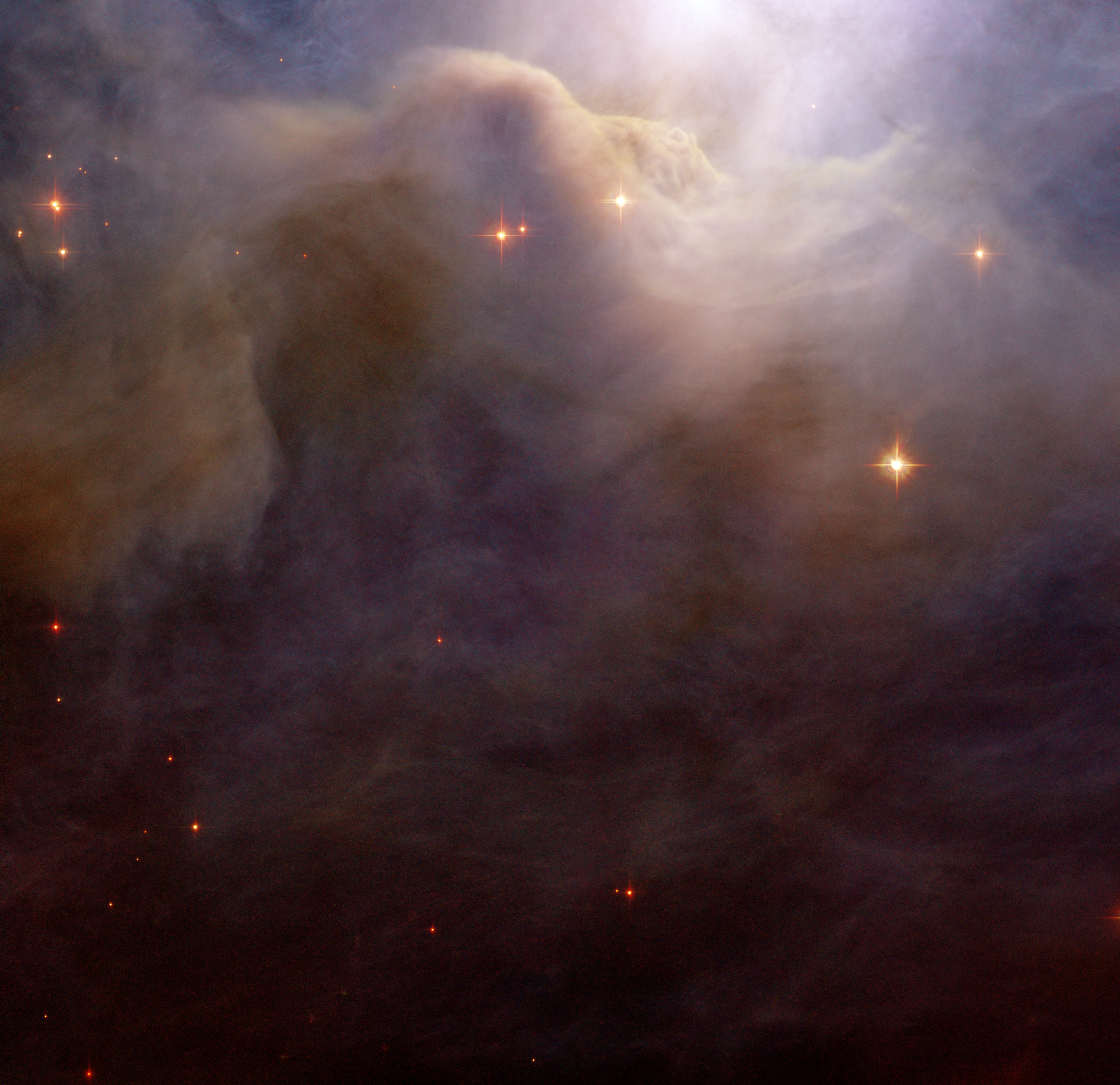
Zbliżenie z Kosmicznego Teleskopu Hubble’a

Mgławica Irys znajduje się na północnym końcu ogromnego, lecz niewidzialnego optycznie obłoku molekularnego. Jest oświetlana przez jasną gwiazdę SAO 19158, przesłoniętą gęstymi zasłaniającymi obłokami pyłu. Niebieskie światło gwiazdy odbija się od powierzchni drobnych cząstek pyłu. Mgławica Irys emituje również promieniowanie, głównie podczerwone, pochodzące od mikroskopijnych cząstek pyłu mgławicy.